# الاتحادية الجزائرية للشطرنج
الاتحادية الجزائرية لشطرنج (بالفرنسية: La Fédération algérienne des échecs)‏، يرمز لها ب(FADE) هو اتحاد رياضي جزائري، تأسس لأول مرة في 2000، وهو مكلف بتنظيم مجال رياضة الشطرنج في الجزائر.